# Chiostri di San Paolo Maggiore

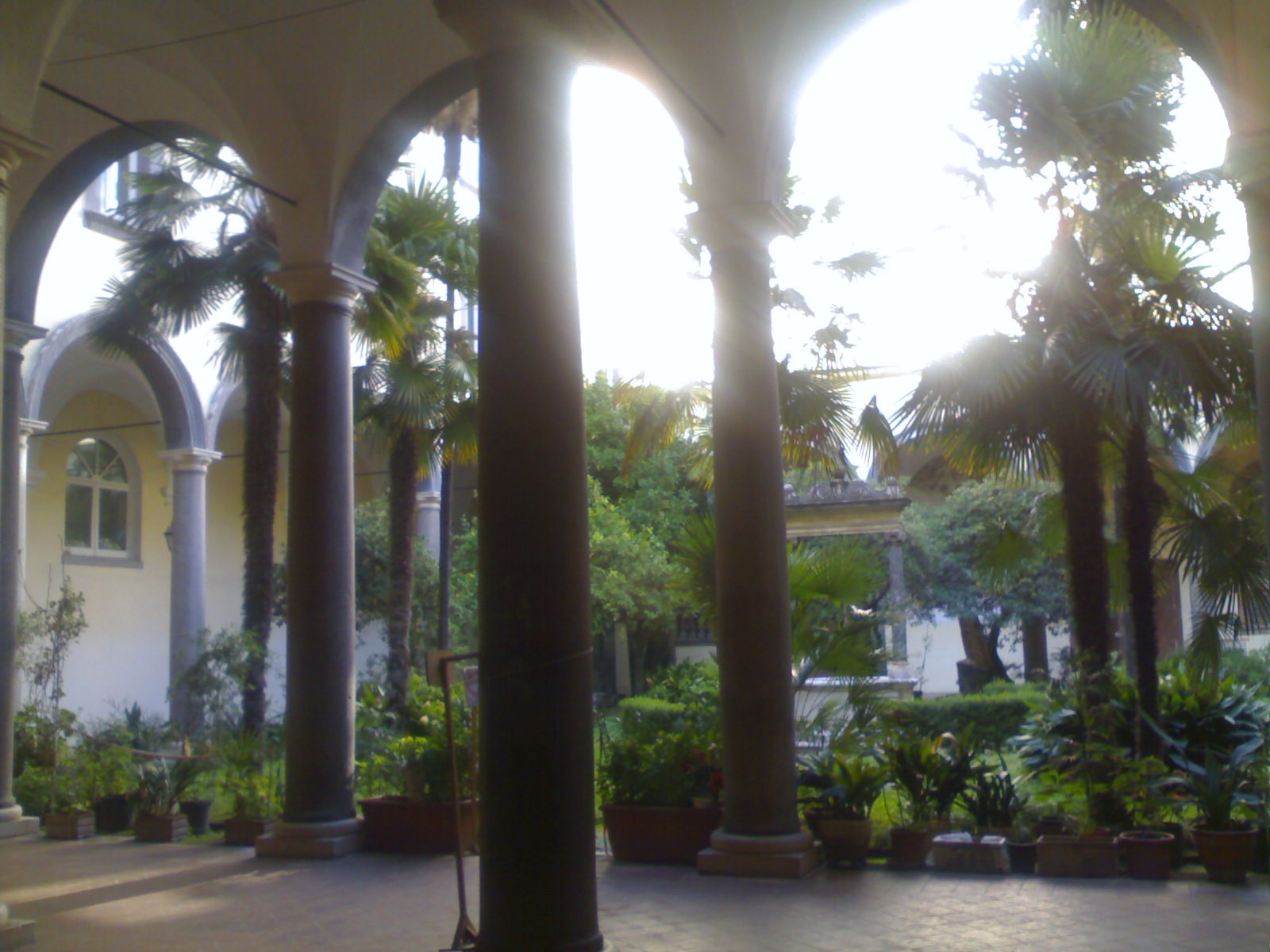
Chiostro piccolo

I chiostri di San Paolo Maggiore sono due chiostri monumentali dell'omonima basilica di Napoli.
Il chiostro piccolo fu eretto alla fine del XVI secolo dai padri teatini nell'area del tempio dei Dioscuri. Il vestibolo a crociera è retto da colonne di granito che facevano parte della preesistente chiesa paleocristiana; la pianta è rettangolare, con al centro un pozzo di marmo con puteale retto da colonnine della stessa pietra reggenti un piccolo architrave marmoreo. Secondo una leggenda popolare, si racconta che l'acqua del pozzo di San Paolo fosse la più fresca della città e che i fedeli vi accorressero per dissetarsi. Tra gli affreschi che ornavano le pareti e che sono andati persi, ve n'era uno attribuito ad Aniello Falcone, raffigurante un campo di battaglia.
Nelle sue immediate vicinanze, precisamente dietro l'abside della basilica, si trova il chiostro grande; edificato nello stesso anno dei quello piccolo, questo ha una forma rettangolare e sette arcate per ogni lato. Dopo l'Unità d'Italia, nel 1866, divenne una delle sedi dell'Archivio di Stato le cui raccolte successivamente confluirono tutte nell'unico grande archivio dei chiostri dei Santi Severino e Sossio. Attualmente il chiostro è invece occupato dall'archivio notarile di Napoli, che custodisce protocolli notarili dal XVIII secolo ad oggi.